# صاروخ البلازما المغناطيسية متغير الاندفاع النوعي

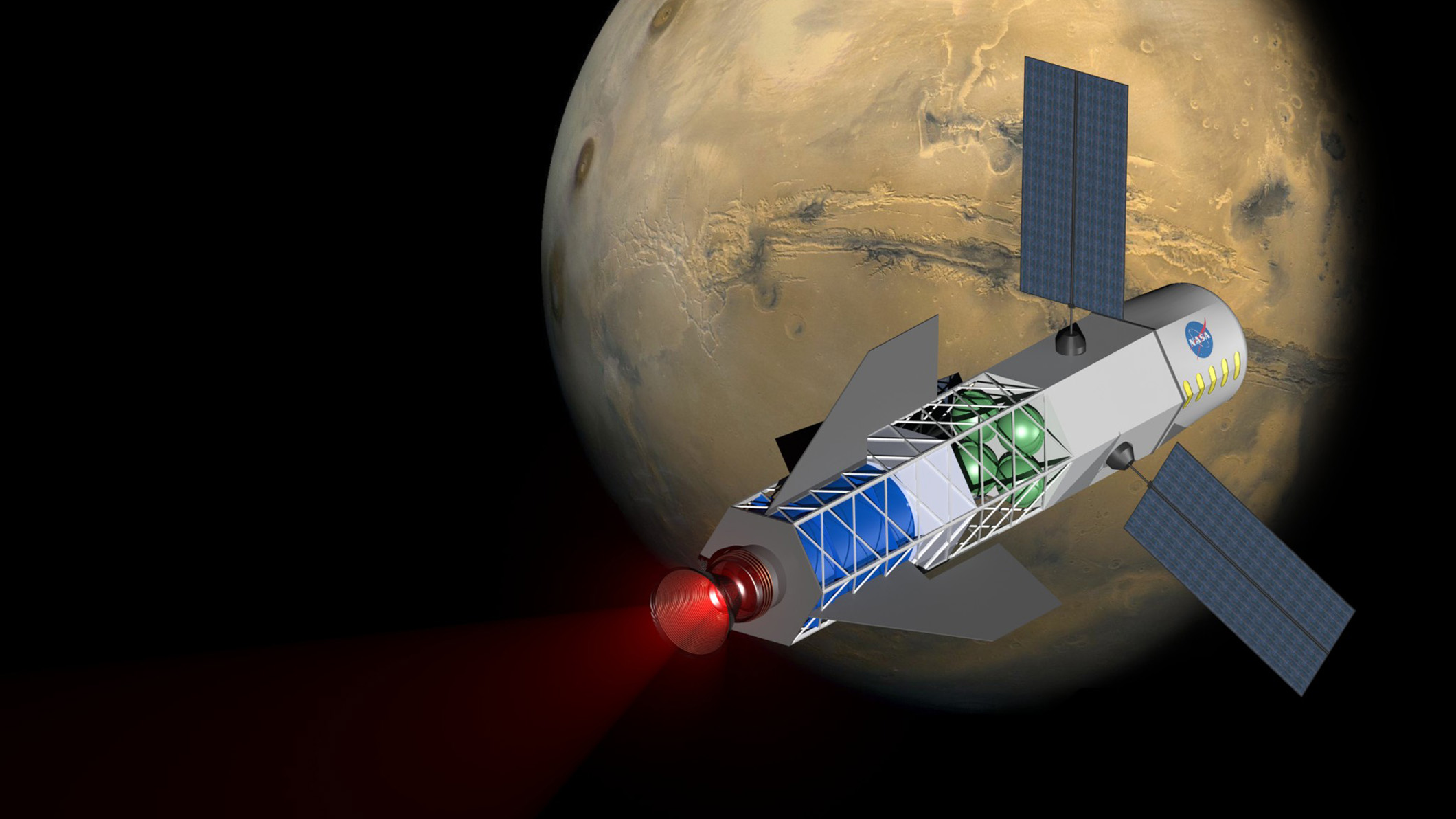

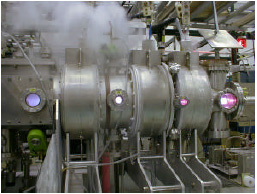

صاروخ البلازما المغناطيسية متغير الاندفاع النوعي (بالإنكليزية: Variable Specific Impulse Magnetoplasma Rocket)، ويُختصر إلى صاروخ فاسيمر (VASIMR)، وهو محرك دفع كهروحراري قيد التطوير ليكون متاحًا استخدامه في دفع المركبات الفضائية. يستخدم هذا المحرك موجات الراديو ليؤين ويسخن المادة الدافعة الخاملة لتصبح بلازما، ثم يُسرع المحرك هذه البلازما مستخدمًا مجالًا مغناطيسيًا ليولد قوة الدفع. يعتبر هذا النظام أحد محركات دفع البلازما، وأحد الأنواع العديدة لأنظمة الدفع الكهربائية للمركبات الفضائية. 
طُورت طريقة محرك فاسيمر لتسخين البلازما لأول مرة خلال أبحاث الاندماج النووي. ويهدف فاسيمر إلى سد الفجوة الواقعة بين الصواريخ الكيميائية ذات الدفع العالي والاندفاع النوعي المنخفض، وأنظمة الدفع الكهربائية ذات الدفع المنخفض والاندفاع النوعي العالي، ولكنه لم يقدم دفعًا عاليًا حتى الآن. بدأ التصور الخالص بصاروخ فاسيمر في عام 1977 مع رائد الفضاء السابق بوكالة ناسا، فرانكلين تشانغ دياز، والذي كان يعمل على تطوير هذه التقنية منذ ذلك الحين.

## التصميم والتشغيل
يعتبر فاسيمر نوعًا من دوافع البلازما الكهروحرارية ودوافع البلازما المغناطيسية الكهروحرارية. تتأين مادة خاملة ومتعادلة، في هذه الصواريخ، وتُسخن باستخدام موجات الراديو. تتسارع البلازما الناتجة بعد ذلك باستخدام مجالات مغناطيسية لتوليد قوة الدفع. ويعتبر دافع البلازما اللاإلكترودية، وصاروخ آركجيت للموجات الميكروية، والدافع الحثي النبضي ضمن التصورات الأخرى المتعلقة بأنظمة الدفع الكهربائية للمركبات الفضائية. وستُدرع جميع أجزاء محرك فاسيمر مغناطيسيًا حتى لا تتلامس بشكل مباشر مع البلازما، ما يزيد من متانة المحرك.
تُحقن المادة الدافعة، وهي غاز خامل مثل الأرجون أو الزينون، داخل أسطوانة جوفاء ذات أسطح مغطاة بالمغناطيسات الكهربية. يُسخن الغاز في البداية، عند دخول المحرك، ليتحول إلى «بلازما باردة» باستخدام هوائي/وصلة للجهاز هيليكون يُطلق موجات الراديو، والذي يصيب الغاز بوابل من الطاقة الكهرومغناطيسية، لتنزع الإلكترونات عن ذرات المادة الدافعة وتنتج بلازما من الأيونات والإلكترونات الحرة. وباختلاف كمية طاقة التسخين لموجات الراديو والبلازما، ادعى العلماء أن صاروخ فاسيمر سيكون قادرًا على توليد كل من العادم منخفض الدفع ومرتفع الاندفاع النوعي، أو العادم مرتفع الدفع نسبيًا ومنخفض الاندفاع النوعي. تتكون المرحلة الثانية للمحرك من مغناطيس كهربي ضخم بغرض ضغط البلازما المتأينة بأسلوب مشابه للفوهة النفاثة التي تضغط الغاز في المحركات الصاروخية التقليدية.

توجد وصلة أخرى معروفة باسم قطاع تسخين المسرع الدوراني للأيونات (ICH)، وهي تعمل على إطلاق الموجات الكهرومغناطيسية في رنين مع مدارات الأيونات والإلكترونات عندما تتحرك داخل المحرك. يتحقق الرنين من خلال خفض المجال المغناطيسي في هذا الجزء من المحرك الذي يبطئ من الحركة المدارية لجسيمات البلازما. يسخن هذا القطاع أيضًا البلازما إلى درجات حرارة تتخطى المليون درجة كلفن، ما يعادل مليون درجة مئوية، وهي حرارة تعادل حرارة سطح الشمس بنحو 173 مرةً (حرارة سطح الشمس تبلغ نحو 5700 درجة مئوية ، ولكن درجة حرارة قلب الشمس - حيث تتم تفاعلات الاندماج - تبلغ نحو 14 مليون درجة مئوية).
يقترب مسار الأيونات والإلكترونات داخل المحرك من أن يشكل خطوطًا موازيةً لجدران المحرك؛ ومع ذلك، تدور الجسيمات في الواقع حول هذه الخطوط في أثناء حركتها الخطية داخل المحرك. يحتوي القطاع الأخير، والمتباعد، من المحرك على مجال مغناطيسي متمدد بغرض إخراج الأيونات والإلكترونات من المحرك بسرعات عالية تصل إلى 50 كيلومتر في الثانية.

### المزايا
على النقيض من عمليات التسخين المعتادة برنين المسرع الدوراني، تُقذف أيونات فاسيمر فورًا من الفوهة المغناطيسية قبل أن تحقق التوزيع الحراري. وطبقًا للعمل النظري في عام 2004 بواسطة أليكسي في. أريفييف وبوريس إن. بريزمان بجامعة تكساس في أوستن، تنتقل الطاقة عمليًا بشكل موحد في موجة المسرع الدوراني للأيونات إلى البلازما المتأينة في عملية امتصاص بحركة واحدة للمسرع الدوراني. ويسمح هذا للأيونات أن تغادر الفوهة المغناطيسية بتوزيع طاقة محدود جدًا، ويسمح أيضًا بترتيب المغناطيسات في المحرك بشكل مبُسط ومُتضام للغاية.
لا تستخدم صواريخ فاسيمر الأقطاب الكهربية؛ وبدلًا من ذلك، تُدرِّع هذه الصواريخ البلازما مغناطيسيًا عن أغلب أجزاء عتاد المركبة، وبالتالي تتخلص هذه الصواريخ من ظاهرة تآكل الأقطاب الكهربية، وهي أحد الأسباب الرئيسية للتلف في المحركات الأيونية.

### العيوب
طبقًا لشركة أد أسترا للصواريخ حتى عام 2015، يحتاج المحرك في إكس 200 (VX-200) إلى قدرة كهربية تبلغ 200 كيلوواط لإنتاج قوة دفع مقدارها 5 نيوتن، أو 40 كيلوواط لإنتاج قوة دفع مقدارها نيوتن واحد. وعلى النقيض، يحتاج دافع نكست الأيوني قدرةً كهربيةً مقدارها 7.7 كيلوواط لإنتاج قوة دفع مقدارها 0.327 نيوتن، أو 24 كيلوواط لإنتاج قوة دفع مقدارها نيوتن واحد. ومن الناحية الكهربية، تصل كفاءة دافع نكست إلى ضعف كفاءة محرك فاسيمر تقريبًا، وأكمل هذا الدافع اختبار تشغيل لمدة 48000 ساعة (5.5 سنة) في ديسمبر عام 2009.
ظهرت مشاكل أخرى أيضًا مع صاروخ فاسيمر، مثل التفاعل مع المجالات المغناطيسية القوية والتنظيم الحراري. تولد عدم الكفاءة التي يعمل بها صاروخ فاسيمر حرارةً مهدرةً كبيرةً يجب أن توجه بعيدًا عن المحرك دون خلق حملًا حراريًا زائدًا وإجهادًا حراريًا. تولد المغناطيسات الكهربية فائقة الموصلية، والضرورية لاحتواء البلازما الساخنة، مجالات مغناطيسيةً في نطاق تسلا، والتي يمكن أن تسبب مشاكل مع الاجهزة الأخرى الموجودة على متن المركبة، بالإضافة إلى إنتاجها لعزم دوران غير مرغوب فيه من خلال تفاعلها مع الغلاف المغناطيسي للكواكب. ويمكن تثبيت وحدتي دفع بمجالين مغناطيسيين مُوجهين في اتجاهين متعاكسين لمواجهة هذا التأثير الأخير، إذ يؤدي هذا الترتيب إلى تكون رباعي أقطاب مغناطيسي بمحصلة عزم دوران مساوية للصفر.
لا تتوفر تقنيات لتوليد الطاقة اللازمة للرحلات بين الكوكبية حاليًا، وهي غير ممكنة حتى مع أحدث التقنيات الحالية.

## الأبحاث والتطوير
أُجريت أول تجربة لمحرك فاسيمر بمعهد ماساتشوستس للتقنية عام 1983.
وفي عام 1995، أُسس مختبر الدفع الفضائي المتقدم (ASPL) بمركز لندون بي. جونسون للفضاء التابع لوكالة ناسا، في مركز تدريب سوني كارتر، مع معدات قادمة من معهد ماساتشوستس للتقنية.
كانت شركة أد أسترا للصواريخ مسؤولةً عن تطوير صاروخ فاسيمر، بدءًا منذ عام 2010، إذ وقعت على اتفاقية قانون الفضاء الأولى لها في يوم 23 يونيو عام 2005 لتخصيص تقنيات الصاروخ فاسيمر. يترأس فرانكلين تشانغ دياز شركة أد أسترا ويديرها، وامتلكت الشركة منشأة اختبار في ليبيريا بدولة كوستاريكا، تقع في الحرم الجامعي لجامعة إيرث.

### التطبيقات الممكنة
يحظى محرك فاسيمر بنسبة دفع إلى وزن منخفضة، ويتطلب فراغ محيط به حتى يعمل. سيعمل هذا المحرك باعتباره مرحلةً عليا للحمولات، ولتعويض الآثار الناتجة على المحطات الفضائية بفعل قوى السحب، ولتوصيل الحمولات القمرية، ولإعادة ضبط موضع الأقمار الاصطناعية، ولإعادة تزويد الأقمار الاصطناعية بالوقود، وفي أعمال الصيانة والإصلاح، وفي إعادة الموارد الفضائية إلى الأرض، وفي المهمات الروبوتية في الفضاء العميق.
ستتطلب التطبيقات الأخرى المقترحة للصاروخ فاسيمر، مثل النقل السريع للبشر إلى المريخ، طاقةً عاليةً للغاية، ومصدرًا للطاقة منخفض الكتلة، مثل المفاعلات النووية (أنظر الصاروخ النووي الكهربائي). قال مدير وكالة ناسا تشارلز بولدن في عام 2010 أن صواريخ فاسيمر يمكن أن تكون الطفرة التقنية التي ستقلل من مدة السفر في بعثات المريخ من سنتين ونصف إلى خمسة أشهر.
أعلن تيم غلوفر، مدير التطوير لشركة أد أسترا، في أغسطس عام 2008، أن أول تطبيق متوقع لمحرك فاسيمر سيتضمن «نقل الأشياء، أي الحمولات غير البشرية، من المدار الأرضي المنخفض إلى المدار القمري المنخفض» ليدعم جهود وكالة ناسا في العودة إلى القمر.